# Heteragrion ictericum
Heteragrion ictericum är en trollsländeart som beskrevs av Williamson 1919. Heteragrion ictericum ingår i släktet Heteragrion och familjen Megapodagrionidae. Inga underarter finns listade i Catalogue of Life.